# إريك ويندهام وايت
كان السير إريك ويندهام وايت الحاصل على وسام كيه سي إم جي (1913-1980) إداريًا واقتصاديًا بريطانيًا. وكان مؤسسًا وأول أمين تنفيذي للاتفاقية العامة للتعريفة الجمركية والتجارة بين 1948 و1965. وكان أول مدير عام للاتفاقية العامة للتعريفات والتجارة من عام 1965 إلى عام 1968.
ولد وايت في 26 يناير 1913، وتلقى تعليمه في مدرسة وستمنستر سيتي وكلية لندن للاقتصاد. تخرج بدرجة ليسانس الحقوق مع مرتبة الشرف الأولى وفي عام 1938 تم استدعاؤه إلى نقابة المحامين من قبل المعبد الأوسط. كان مدرسًا مساعدًا في كلية لندن للاقتصاد حتى بدأت الحرب العالمية الثانية عندما انتقل إلى وزارة الحرب الاقتصادية. في عام 1942 أصبح السكرتير الأول في السفارة البريطانية في واشنطن.
في عام 1945 أصبح المساعد الخاص للمدير الأوروبي لإدارة الأمم المتحدة للإغاثة والتأهيل. شارك في تشكيل أمانة لمنظمة التجارة الدولية الجديدة، الاتفاقية العامة للتعريفات الجمركية والتجارة في عام 1948 وأصبح أول مدير عام.
توفي وايت عن عمر يناهز 67 عامًا في 27 يناير 1980 في فرنسا بعد إصابته بنوبة قلبية أثناء السباحة.
| سبقه | مدير عام الاتفاقية العامة للتعريفات الجمركية والتجارة 1965-1968 | تبعه أوليفييه لونغ |

## روابط خارجية
- السيرة الذاتية في منظمة التجارة العالمية